# Bowden Watch Hill
Bowden Watch Hill är ett slott i Storbritannien.   Det ligger i distriktet Trafford i Greater Manchester i riksdelen England, i den centrala delen av landet, 250 km nordväst om huvudstaden London. Bowden Watch Hill ligger 34 meter över havet.
Terrängen runt Bowden Watch Hill är platt. Runt Bowden Watch Hill är det tätbefolkat, med 636 invånare per kvadratkilometer. Närmaste större samhälle är Manchester, 15,5 km nordost om Bowden Watch Hill. Trakten runt Bowden Watch Hill består i huvudsak av gräsmarker.